# Midsommar
Midsommar (tạm dịch: Ngày hạ chí) là một phim kinh dị dân gian năm 2019 được biên kịch và đạo diễn bởi Ari Aster và có sự tham gia của Florence Pugh, Jack Reynor, William Jackson Harper, Vilmus Blomgren, Ellora Torchia, Archie Madekwe và Will Poulter. Phim nói về một nhóm bạn đi du lịch đến Thụy Điển cho một lễ hội diễn ra cứ sau 90 năm, chỉ để thấy mình trong vòng tay của một giáo phái Pagan giáo.
Là sản phẩm hợp tác giữa Hoa Kỳ và Thụy Điển, bộ phim ban đầu được đặt cho Aster là một bộ phim slasher đơn giản giữa các nhà văn hóa Thụy Điển. Aster đã nghĩ ra một kịch bản sử dụng các yếu tố của khái niệm này, nhưng đã khiến mối quan hệ trở nên xấu đi sau cuộc xung đột trung tâm sau khi anh trải qua một cuộc chia tay khó khăn. Bộ phim được quay tại địa điểm trong Budapest vào mùa hè và mùa thu năm 2018.
Midsommar được phát hành tại Hoa Kỳ vào ngày 3 tháng 7 năm 2019, bởi A24 và tại Thụy Điển vào ngày 10 tháng 7 năm 2019, bởi Nordisk Film. Bộ phim thu về 46 triệu đô la và nhận được đánh giá tích cực từ các nhà phê bình, với nhiều lời khen ngợi về khâu chỉ đạo của Aster và diễn xuất của Pugh.

## Cốt truyện
Midsommar là câu chuyện xoay quanh Dani – cô gái đang có những bất ổn trong tâm lý khi vừa chứng kiến cái chết của ba mẹ và em gái mình cũng như nhận ra sự thờ ơ của người yêu đối với mình. Để vượt qua được những vấn đề trên, cô đã theo chân anh bạn trai – Christian cùng 3 người bạn khác đi về một miền quê xa xôi ở Thụy Điển và khám phá những tập tục văn hóa thú vị ở đó trong 9 ngày. Tuy nhiên, vùng đất này lại ẩn chứa nhiều điều bí ấn cùng những âm mưu đe dọa đến tính mạng của cả nhóm.

## Nội dung
Bản mẫu:Spoiler
Dani Ardor - một sinh viên ngành Tâm lý học - đang phải trải qua một cuộc khủng hoảng tinh thần sau khi người em gái Terri mắc rối loạn lưỡng cực của cô tự sát tại nhà bằng khí carbon monoxide và kéo theo giết chết cả cha mẹ cô. Vụ việc này làm căng thẳng thêm mối quan hệ vốn đã khó khăn của Dani với người bạn trai vô tâm Christian Hughes, một sinh viên ngành Nhân chủng học văn hóa. Vài tháng sau, cô phát hiện ra rằng Christian cùng những người bạn tên Mark và Josh của anh đã được Pelle - một người bạn khác từ Thụy Điển - mời tới dự một lễ hội mừng ngày Hạ chí (Midsommar) tại quê của Pelle tại làng Hårga thuộc miền nông thôn Hälsingland. Lễ hội này được tổ chức mỗi 90 năm một lần và Josh - cũng là một sinh viên Nhân chủng học - muốn viết luận án của mình về các lễ hội Hạ chí ở châu Âu. Christian giấu Dani về chuyến đi này và muốn chia tay với cô trước khi đi nhưng sau đó đã mời cô đi cùng khi bị lộ mặc dù Christian không nghĩ rằng Dani sẽ muốn đi.
Khi đến nơi, nhóm gặp Simon và Connie, một cặp đôi người Anh từ London được Ingemar - một người anh em với Pelle - mời tới. Ingemar mời họ dùng nấm thức thần và Dani đã có một trải nghiệm tồi tệ khi tái hiện lại được hình ảnh gia đình đã thiệt mạng của mình sau khi sử dụng nấm. Sau đó, Pelle tặng Dani một bức vẽ nhân ngày sinh nhật và được biết rằng Christian đã quên mất hôm đó là sinh nhật cô. Sau đó, Dani nhìn thấy Pelle nhắc riêng với Christian rằng anh đã quên ngày sinh nhật của Dani. Ngày hôm sau, cả nhóm đã chứng kiến lễ ättestupa, tại đó hai người cao tuổi đã tự sát bằng cách nhảy từ một vách đá cao xuống một phiến đá bên dưới. Một trong hai người đã không tử vong ngay nên dân làng đã rên rỉ trong đau đớn cùng với ông ta trước khi lấy búa tạ giết chết người này. Già làng Siv cố gắng trấn an Simon và Sonnie lúc này đang hoảng loạn sau khi chứng kiến nghi lễ bằng cách giải thích việc mọi thành viên trong làng đều tự sát khi đến tuổi 72.
Christian cũng quyết định viết luận án của mình về Hårga và điều này đã làm Josh tức giận và gọi anh này là một kẻ ăn cắp. Dani cố gắng rời đi nhưng Pelle đã thuyết phục cô ở lại bằng cách giải thích việc anh cảm thấy gắn kết với cộng đồng như thế nào sau khi cha mẹ qua đời sau hỏa hoạn và làm cho Dani nghi ngờ tình yêu của Christian dành cho cô. Connie quyết định rời đi nhưng không thể tìm thấy Simon, và cô đã được một dân làng cho biết rằng Simon đã được đưa tới nhà ga gần đó và cô sẽ được đưa tới đó sau khi người lái xe quay lại. Sau khi vô ý tiểu tiện vào "cây tổ tiên" (ancestral tree), Mark đã bị dụ dỗ trong bữa tối bởi Inga, một dân làng. Cùng đêm hôm đó, Josh đã không ngủ để có thể bí mật chụp hình lại cuốn sách thiêng của ngôi làng sau khi đã bị già làng từ chối vào ban ngày. Trong lúc đang chụp, Josh đã bị ngăn lại bởi một người đeo mặt nạ bằng da mặt của Mark, và sau đó bị đánh vào đầu từ phía sau trước khi bị kéo đi nơi khác.
Hôm sau, Dani và Christian được cho biết rằng Mark và Josh đã biến mất cùng cuốn sách thiêng. Dani sau đó được mặc cho một bộ y phục của người Hårga và một thứ thức uống gây ảo giác; sau đó, cô tham gia vào một cuộc thi nhảy maypole và chiến thắng, giành được danh hiệu "Nữ hoàng tháng Năm" (May Queen). Do đó, cô được chào đón trở thành một thành viên mới của cộng đồng người Hårga. Trong lúc đó, Christian bị chuốc thuốc và tham gia vào một nghi lễ tình dục với mục đích làm cho Maja - một cô gái trẻ người Hårga - có thai trong khi những người phụ nữ lớn tuổi khỏa thân và bắt chước theo những tiếng rên của Maja. Phát hiện ra điều này, Dani đã rơi vào trạng thái hoảng loạn và những cô gái trẻ khác bắt đầu vây quanh và bắt chước theo tiếng khóc của cô. Sau nghi lễ, Christian lấy lại được tri giác và cố gắng bỏ trốn, sau đó phát hiện ra chân của Josh chôn trong một bồn hoa còn thi thể của Simon được trang trí theo kiểu "đại bàng máu" (blood eagle) trước khi chính Christian bị một già làng vô hiệu hóa và làm cho tê liệt.
Các già làng giải thích với Dani rằng để thanh lọc những tội lỗi của ngôi làng thì phải hiến tế chín người. Bốn người đầu tiên là bốn người ngoài được Pelle và Ingemar dẫn dụ tới, còn bốn người nữa là người trong làng. Với danh hiệu "Nữ hoàng tháng Năm", Dani cần chọn giữa Christian và một dân làng để hiến tế cho vị trí còn lại. Cô đã chọn Christian, người mà sau đó đã được cho mặc vào một bộ da gấu nâu và bị đưa vào ngôi đền thiêng cùng với những người bị hiến tế khác, trong đó có Connie, người mà có vẻ như đã bị dìm cho chết đuối. Ngôi đền sau đó bị châm lửa và dân làng bắt đầu mừng hội bằng cách bắt chước tiếng thét của những vật tế đang bị thiêu sống. Dani ban đầu hoảng sợ nhưng dần dần mỉm cười.

## Diễn viên
- Florence Pugh trong vai Dani Ardor
- Jack Reynor trong vai Christian Hughes
- William Jackson Harper trong vai Josh
- Vilmus Blomgren trong vai Pelle
- Will Poulter với tư cách là Mark
- Ellora Torchia trong vai Connie
- Archie Madekwe trong vai Simon
- Henrik Norlén với tư cách là Ulf
- Gunnel Fred là Siv
- Isabelle Grill trong vai Maja
- Agnes Rase trong vai Dagny
- Julia Ragnarsson với tư cách là Inga
- Thảm Blomgren như lẻ
- Lars Väringer trong vai Sten
- Anna Åström với tư cách Karin
- Hampus Hallberg trong vai Ingemar
- Liv Mjönes là Ulla
- Louise Peterhoff với tư cách là Hanna
- Catherine Weidhagen trong vai Ylva
- Bjorn Andrésen với tư cách là Dan
- Tomas Engstrom trong vai Jarl
- Dag Andersson trong vai Sven
- Lennart R. Svensson trong vai Thảm
- Anders Beckman trong vai Arne
- Rebecka Johnston trong vai Ulrika
- Tove Skeidsvoll là Majvor
- Trở lại khác với Valentin
- Anki Larsson trong vai Irma
- Levente Puczkó-Smith trong vai Ruben
- Gabriella Fón là mẹ của Dani
- Zsolt Bojári là cha của Dani
- Klaudia Csányi trong vai Terri Ardor